# 小行星15950
小行星15950（15950 Dallago）是一颗绕太阳运转的小行星，为主小行星带小行星。该小行星于1998年1月17日发现。

## 轨道参数
小行星15950的轨道半长轴为2.5595964 UA，离心率为0.187。